# 松德斯豪森
松德斯豪森（德語：Sondershausen，發音：[ˈzɔndɐsˌhaʊzn̩] ⓘ）是德国图林根州基夫霍伊瑟县的城市，也是基夫霍伊瑟县的县治，面积201.21平方千米，2023年12月31日人口为21,183人。松德斯豪森是史上邦国施瓦茨堡-松德斯豪森的首府。

## 友好城市
松德斯豪森与以下三座城市结为友好城市 ：
- 美国 罗拉（1998年）
- 法國 佩康库尔（1969年）
- 立陶宛 卡茲盧魯達（2000年）